# Paravilla lucida
Paravilla lucida är en tvåvingeart som beskrevs av Hall 1981. Paravilla lucida ingår i släktet Paravilla och familjen svävflugor.
Artens utbredningsområde är Baja California (Mexiko). Inga underarter finns listade i Catalogue of Life.